# A párizsi mumus
A párizsi mumus (eredeti cím: Un monstre à Paris) 2011-ben bemutatott francia–belga 3D-s számítógépes animációs kalandfilm–sci-fi–musical, melyet Bibo Bergeron rendezett, Luc Besson produceri közreműködésével. A forgatókönyvet Bergeron és Stéphane Kazandjian írta. A főbb szerepekben Matthieu Chedid és Vanessa Paradis hallható.
Franciaországban 2011. október 12-én mutatták be. Magyarországon 2012. január 26-án jelent meg.

## Cselekmény
A film 1910-ben játszódik. A történet a Szajna folyó áradásának bemutatásával kezdődik, mely ugyanebben az évben történt.
Emile Petit félénk mozigépész szenvedélyesen rajong a filmekért, és szerelmes Maud nevű munkatársába. Emile barátja, a gazdag, de ellenszenves feltaláló és fuvaros, Raoul felveszi őt munka után, hogy elvigye bizarr járművében (melyet „Catherine”-nek hívnak) új ékszíjat venni a vetítőgépéhez. Emil vásárol magának egy új kamerát is, melyet egy helyi tolvaj ellopott volna tőle, ha „Catherine” nem hibásodik meg. A történetben felbukkan Lucille is, aki kabaréénekes a L'Oiseau Rare (A ritka madár) klubban, valamint Raoul gyerekkori barátja, de nincsenek jó viszonyban. A nagynénje, Carlotta azt próbálja elérni, hogy a lány hozzámenjen a gazdag rendőrbiztoshoz és polgármesterjelölthöz, Victor Maynotthoz. Egy este Raoul magával viszi Emile-t, hogy elszállítsanak valamit a botanikus kerthez. Az itt dolgozó Professzor távolléte miatt a helyet annak asszisztense, egy nagyorrú majom, Charles őrzi. Raoul elkezd kísérletezni egy keverékkel, amely ideiglenesen operaénekesi hangot ad Charles-nak, illetve egy „szuper trágyával”, ami egy napraforgómagot óriásira növeszt, ám az egyenesen Raoul és Emile felé dől. Az ezt követő felfordulás robbanást okoz, amikor ez a két vegyi anyag összekeveredik. Mindenki sértetlen, de Emile meg van róla győződve, hogy megpillantott egy szörnyszerű lényt, melynek fotója később látható az újságokban is.
Maynott másodparancsnoka, Pâté nyomozást indít a lény hollétének kiderítésére, Maynott abban a reménykedik, hogy az intézkedés segíteni fog neki a polgármesterré választásban. Eközben sikertelenül próbálja meg elcsábítani Lucille-t. Lucille új zenészt keres műsorához, és visszautasítja a kabaré klub pincérét, Albert-t. A kabarét elhagyni próbáló Albert összefut a teremtménnyel, és ijedtében elmenekül. Lucille is meglátja a lényt, ő is megrémül, de meghallja énekelni és rájön, a teremtmény nem veszélyes és kellemes énekhangja van. A lány üdvözli őt, és elnevezi Francoeurnak (ami „őszinte szív”-et jelent). Aztán kiderül, hogy ez a lény egy bolha, amely a robbanásnak (és a vegyi anyagoknak) köszönhetően lett emberméretű és szép hangú. A nyomozás közben felfedezik Emile és Raoul felelősségét a laboratóriumi balesetben. Maynottot érdekli a lény, ezért becsületérmet kapnak tőle. Raoul ezt az érmet arra használja, hogy megszerezze a legjobb ülőhelyet Lucille showjára a klubban, ahol Francoeur (álruhában) és Lucille énekelnek egy duettet. Azonban Lucille mit sem sejt arról, hogy ennek a főzetnek a hatásai nem véglegesek és Francoeur lassan összemegy normális méretére. A show után Emile és Raoul gratulálnak Lucille-nak, de Lucille véletlenül felfedi Francoeur identitását, amit Albert (aki hallotta a vallomást) jelent a rendőrségnek. Emile, Raoul, és Francoeur nagy nehezen megszöknek, de Albert-t letartóztatják azzal a váddal, hogy hazudott a rendőrségnek. A triónak gondjai vannak azzal, hogy hova bújtassák Francoeurt, mert túlságosan is rémisztően néz ki ahhoz, hogy az utcákon sétáljon és Maynott továbbra is keresi őt. Hirtelen Lucille előáll egy ötlettel: az a terve, hogy előad valamit az ünnepségen, ahol a trió felfedi Francoeurt és eljátsszák annak halálát.
A következő napon Maynott megnyitja a Montmartre-i siklót, ami a Montmartre-t és a Sacré Cœur Bazilikát szolgálja. Francouer-t láthatólag megölték, miután Maynott rádobta az ellenanyagot és eltaposta, amint visszanyerte eredeti méretét, de hamar rájön, hogy Francoeur a színpad alatt bujkál. Francoeurt és barátait üldözőbe veszik Párizs utcáin. Az üldözésnek az Eiffel-torony tetején lesz vége. Raoul „Catherine” fékszárnyát használja arra, hogy odajusson, de amint odaér a toronyhoz, „Catherine” elsüllyed. Eközben Maud (miután Emile randizni hívta) épp időben ér oda a toronyhoz, hogy részt vehessen a közeledő harcban, melyben Emile-t támogatja és bevallja az érzéseit iránta. A harc után, hogy megvédjék Francoeurt Maynott ellen, egy lövés hallatszódik és Francoeur hirtelen eltűnik, ezért mindenki azt hiszi, hogy meghalt. Pâté letartóztatja Maynottot, aki bűnbánatot érez, amiért segítette Maynottot Francoeur előre eltervezett megölésében. Később azon az estén Lucille kétségbeesett Francoeur eltűnése miatt, de Raoul meggyőzi őt, hogy mindenféleképpen énekeljen. Miközben küszködik az éneklés elkezdésével, meghallja az eredeti méretű Francoeurt a fülében énekelni. Kis idővel később a Professzor visszatér az útjáról. Amikor a három barát elmagyarázza a szituációt, véglegesen visszaváltoztatja Francoeurt emberméretűvé, és az Lucille művésztársa lesz. 
Egy visszaemlékezés során Raoul rájön, hogy félreértette Lucille szándékait gyerekként, amikor ellopta a kedvenc játékkamionját — a lány azt remélte, hogy üldözni fogja őt. Lucille és Raoul később megejtik az első csókjukat Lucille öltözőjében.

## Szereplők
| Szereplő                       | Szinkronszínész    | Szinkronszínész  | Szinkronszínész |
| Szereplő                       | Eredeti változat   | Angol változat   | Magyar változat |
| ------------------------------ | ------------------ | ---------------- | --------------- |
| Francœur                       | Matthieu Chedid    | Sean Lennon      |                 |
| Lucille                        | Vanessa Paradis    | Vanessa Paradis  | Bánfalvi Eszter |
| Raoul                          | Gad Elmaleh        | Adam Goldberg    | Nagy Ervin      |
| Victor Maynott rendőrfelügyelő | François Cluzet    | Danny Huston     | Törköly Levente |
| Maud                           | Ludivine Sagnier   | Madeline Zima    |                 |
| Madame Carlotta                | Julie Ferrier      | Catherine O’Hara |                 |
| Emile                          | Sébastien Desjours | Jay Harrington   | Elek Ferenc     |
| Pâté felügyelő                 | Philippe Peythieu  | Bob Balaban      | Nagypál Gábor   |